# Resolutie 1467 Veiligheidsraad Verenigde Naties
Resolutie 1467 van de Veiligheidsraad van de Verenigde Naties werd unaniem door de VN-Veiligheidsraad aangenomen op 18 maart 2003.

## Inhoud

### Resolutie
De Veiligheidsraad:
- Besluit de verklaring in annex getiteld proliferatie van kleine vuurwapens en lichte wapens en activiteiten van huurlingen: bedreiging van de vrede en veiligheid in West-Afrika aan te nemen.

### Annex
De Veiligheidsraad was bezorgd om de invloed van kleine vuurwapens, lichte wapens en huurlingen op de vrede
en veiligheid in West-Afrika. De landen in die regio werden opgeroepen om de eerder hiertegen genomen
maatregelen te versterken. Ze werden ook gevraagd volgende aanbevelingen te overwegen:
a. Het moratorium uitbreiden met informatie-uitwisseling over wapenaankopen door ECOWAS-lidstaten,
b. Meer transparantie met onder meer een ECOWAS-wapenregister,
c. De nationale commissies die toezien op het moratorium versterken,
d. Het ECOWAS-secretariaat versterken,
e. Vliegtuigregisters digitaliseren om het toezicht op het luchtruim te verbeteren,
f. Introductie van een standaardgebruikerscertificaat voor ingevoerde wapens.
De Raad was voorts bezorgd om de schendingen van de wapenembargo's in West-Afrikaanse landen en riep de lidstaten op die te respecteren. De bevolking in de regio moest bewust worden gemaakt van de gevaren van de illegale wapenhandel en huurlingen. De landen in de regio werden ook opgeroepen militaire steun aan gewapende groepen in buurlanden stop te zetten en te verhinderen dat hun grondgebied als uitvalsbasis werd gebruikt. Wapenproducerende landen werden opgeroepen meer controle te verwerven over de uitvoer van hun wapens.

## Verwante resoluties
- Resolutie 1209 Veiligheidsraad Verenigde Naties (1998)
- Resolutie 1318 Veiligheidsraad Verenigde Naties (2000)
- Resolutie 1625 Veiligheidsraad Verenigde Naties (2005)
- Resolutie 1645 Veiligheidsraad Verenigde Naties (2005)

Lijst ·  1455 ·  1456 ·  1457 ·  1458 ·  1459 ·  1460 ·  1461 ·  1462 ·  1463 ·  1464 ·  1465 ·  1466 ·  1467 ·  1468 ·  1469 ·  1470 ·  1471 ·  1472 ·  1473 ·  1474 ·  1475 ·  1476 ·  1477 ·  1478 ·  1479 ·  1480 ·  1481 ·  1482 ·  1483 ·  1484 ·  1485 ·  1486 ·  1487 ·  1488 ·  1489 ·  1490 ·  1491 ·  1492 ·  1493 ·  1494 ·  1495 ·  1496 ·  1497 ·  1498 ·  1499 ·  1500 ·  1501 ·  1502 ·  1503 ·  1504 ·  1505 ·  1506 ·  1507 ·  1508 ·  1509 ·  1510 ·  1511 ·  1512 ·  1513 ·  1514 ·  1515 ·  1516 ·  1517 ·  1518 ·  1519 ·  1520 ·  1521